# Weggis
Weggis is een Zwitsers dorp en gemeente in het kanton Luzern.
Het dorp ligt aan de noordelijke oever van het Vierwoudstrekenmeer en is gelegen op 435 meter boven zeeniveau. De voornaamste bedrijvigheid is het toerisme. Het dorp wordt meerdere dagen per dag aangedaan door een stoomboot. Vanuit het dorp is het mogelijk om met een kabelbaan de berg Rigi te bestijgen.

## Overleden
- Wilhelm Oechsli (1851-1919), Zwitsers historicus

## Externe links

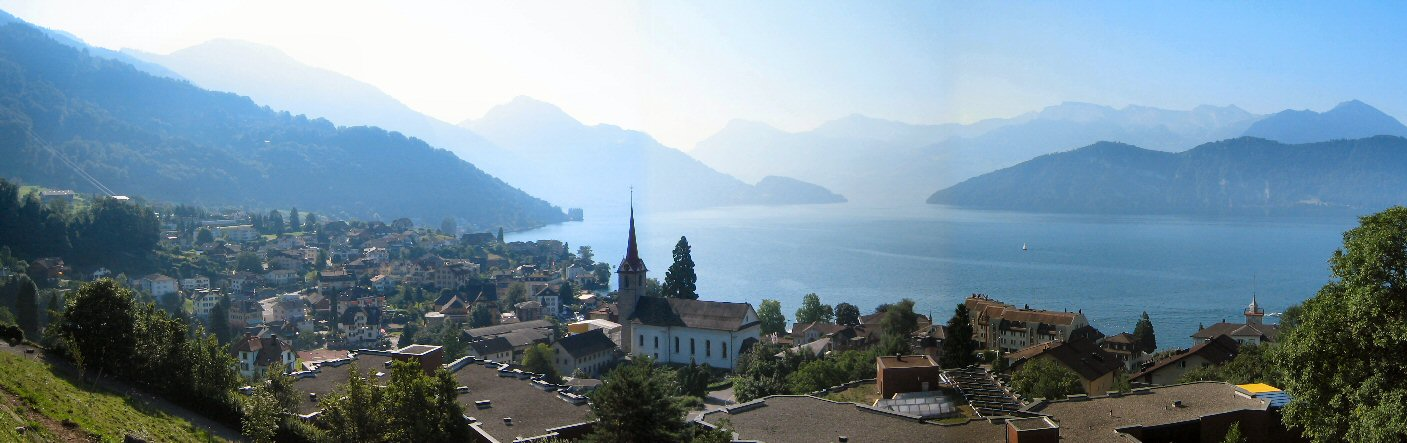
Uitzicht over Weggis aan het Vierwoudstrekenmeer